# Maksymilian Grochowski

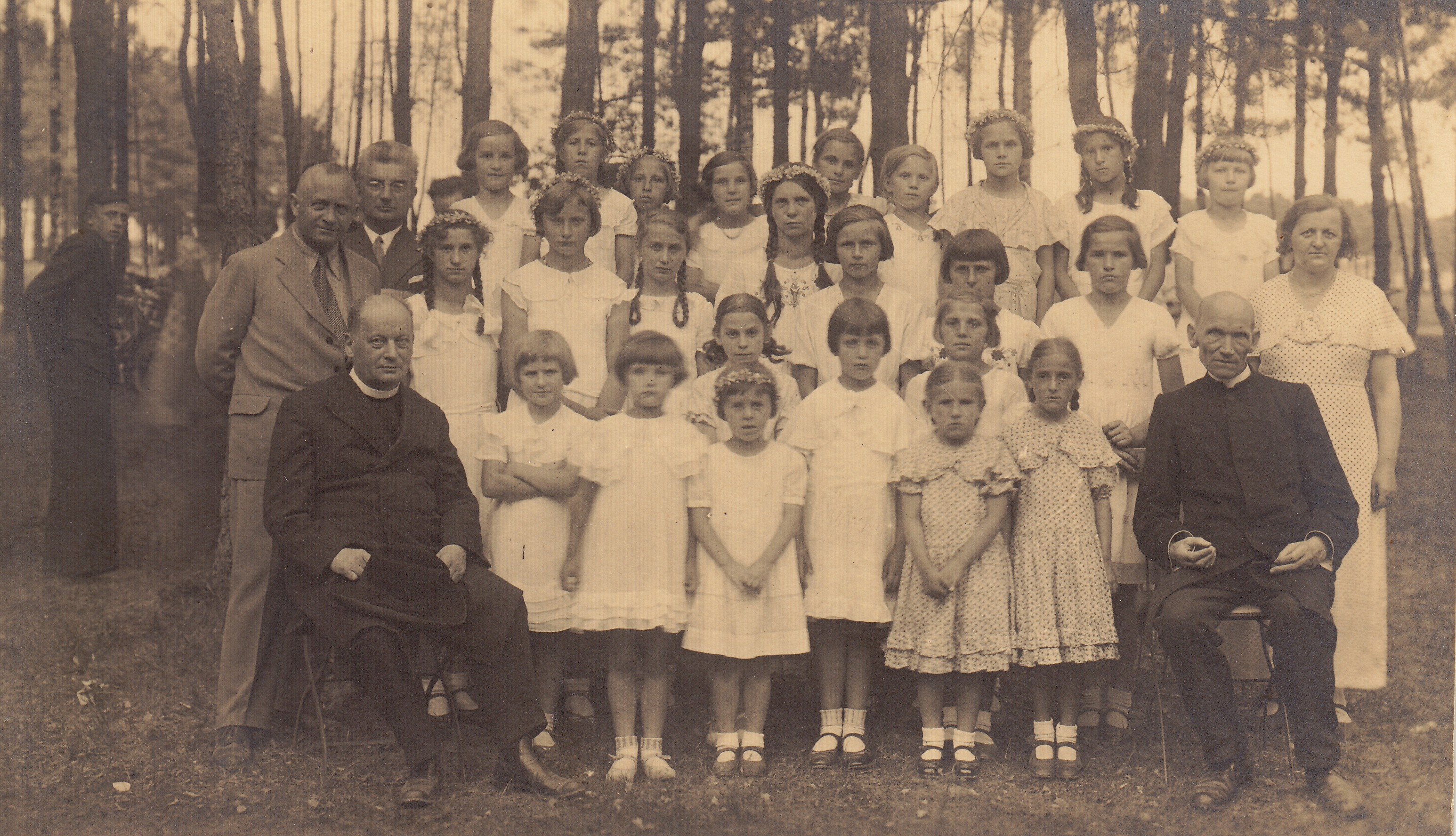
Ks. Maksymilian Grochowski (siedzi po prawej); za nim stoi Maria Zientara-Malewska; po lewej siedzi prezes ZPwN, ks. Bolesław Domański, za nim inspektor szkolny Józef Mozolewski i (w okularach) dyrektor szkoły polskiej w Złotowie, Juliusz Zieliński; między nimi uczennice tej szkoły

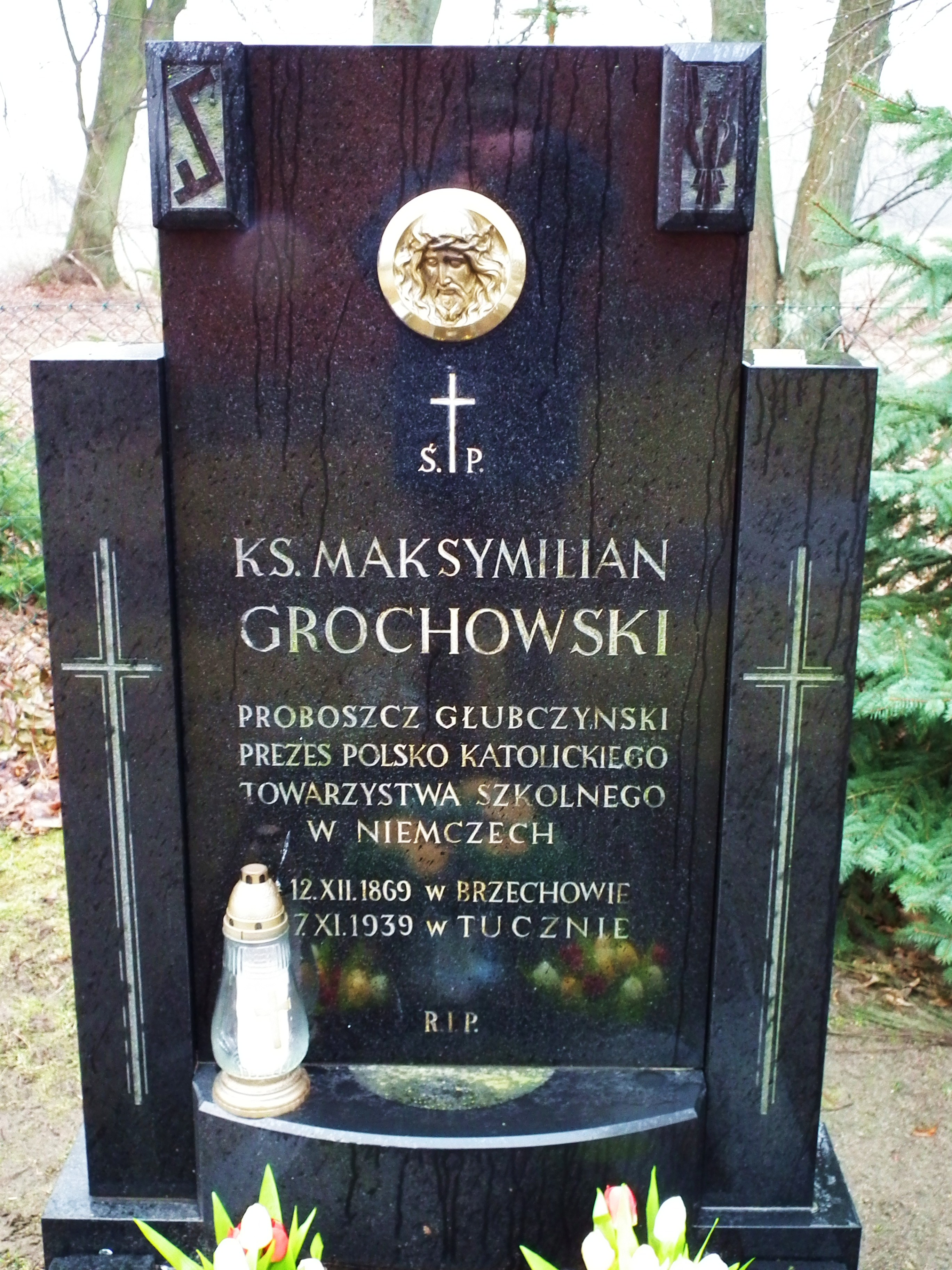
Nagrobek w Głubczynie

Maksymilian Grochowski (ur. 12 grudnia 1869 w Borzechowie na Pomorzu, w powiecie starogardzkim, zm. 7 listopada 1939 w Tucznie w powiecie wałeckim) – polski ksiądz katolicki, działacz polonijny, członek Związku Polaków w Niemczech.
Studiował w seminarium duchownym w Pelplinie; po otrzymani święceń kapłańskich (24 marca 1897) trafił do parafii w Oksywiu, gdzie przebywał do 1901; następnie do 1906 był wikarym w Godziszewie, a potem – administratorem parafii w Lutowie k. Sepólna Krajeńskiego. W parafii Jana Chrzciciela w Głubczynie k. Krajenki został w 1907 proboszczem i z wsią tą związał się na stałe. Jako działacz polonijny zabiegał po zakończeniu I wojny światowej o włączenie jego parafii (i całego powiatu złotowskiego, w do którego należy Głubczyn) w granice tworzącego się państwa polskiego; w tym celu stawił się przed przybyłą do Krajenki 1 marca 1920 Międzynarodową Komisją Graniczną. Po tym, jak starania te okazały się bezskuteczne pozostał w parafii głubczyńskiej, aktywnie uczestnicząc w budowaniu polskich struktur oświatowych na terenie Niemiec, między innymi także nauczając języka polskiego podczas lekcji religii. Po tym, kiedy w obwodzie rejencji pilskiej utworzono w 1925 Polsko-Katolickie Towarzystwo Szkolne objął funkcję jego prezesa i piastował ją do wybuchu II wojny światowej. W Głubczynie, w którym brakowało odpowiedniego lokalu na polską szkołę, zgromadził fundusze na wykupienie odpowiedniej działki i wybudowanie na niej takiej szkoły; przyczynił się łącznie do uruchomienia 29 takich szkół w V Dzielnicy (obejmującej powiat złotowski) ZPwN dla około 1,3 tys. dzieci polskich. Był aktywnym działaczem Towarzystwa Ludowego i Polsko-Katolickiego Towarzystwa Młodzieży w Głubczynie i w Podróżnej.
W kwietniu 1939, po śmierci prezesa ZPwN, Bolesława Domańskiego, przyjął jego obowiązki w V Dzielnicy Związku, w Złotowie. Zaraz po wybuchu wojny w 1939, 11 września, został aresztowany. Trafił najpierw do więzienia w Złotowie, potem do obozu przejściowego w Pile. Zwolniony z niego, ciężko chory, trafił do szpitala elżbietanek w Tucznie, gdzie zmarł 7 listopada i gdzie został potajemnie pochowany.
Po wojnie ekshumowano ciało ks. Grochowskiego z potajemnej mogiły przy kościelnej dzwonnicy, przewieziono do Głubczyna i tu 9 listopada 1947 urządzono mu uroczysty ponowny pochówek; dziesięć lat później na grobie ustawiono pomnik ze znakiem Rodła. Od 12 czerwca 1982 ksiądz Grochowski jest patronem Publicznej Szkoły Podstawowej w Głubczynie.